# Дерезоватое
Дерезова́тое (укр. Дерезувате) — село,
Дерезоватский сельский совет,
Синельниковский район,
Днепропетровская область,
Украина.
Код КОАТУУ — 1224881501. Население по переписи 2001 года составляло 772 человека.
Является административным центром Дерезоватского сельского совета, в который, кроме того, входят сёла
Дорогое,
Луговое,
Степовое и
Широкосмоленка.

## Географическое положение
Село Дерезоватое находится в 2-х км от правого берега реки Татарка,
в 2-х км от сёл Широкосмоленка и Надеждовка.
По селу протекает пересыхающий ручей с запрудой.
Через село проходит автомобильная дорога Т-0425.

## История
- Село основано в середине XVIII века.

## Экономика
- ООО АФ «Степова».
- ООО «Степова-Агромех».

## Объекты социальной сферы
- Школа.
- Дом культуры.

## Достопримечательности
- Братская могила советских воинов.